# Liste der Monuments historiques in Loctudy
Die Liste der Monuments historiques in Loctudy führt die Monuments historiques in der französischen Gemeinde Loctudy auf.

## Liste der Bauwerke
| Bezeichnung                              | Beschreibung | Standort                                   | Kennzeichnung | Schutzstatus   | Datum     | Bild           |
| ---------------------------------------- | ------------ | ------------------------------------------ | ------------- | -------------- | --------- | -------------- |
| Ehemalige Konservenfabrik Alexis Le Gall |              | Rue de la Grandière Impasse du Nord (Lage) | PA29000079    | Inscrit Classé | 2014 2016 | weitere Bilder |
| Kirche St-Tudy                           |              | Rue de Poulpeye (Lage)                     | PA00090098    | Classé         | 1846      | weitere Bilder |
| Manoir de Kerazan                        |              | (Lage)                                     | PA29000038    | Inscrit        | 2000      | weitere Bilder |
| Menhir                                   |              | Penglaouic (Lage)                          | PA00090099    | Classé         | 1974      | weitere Bilder |

## Liste der Objekte
- Monuments historiques (Objekte) in Loctudy in der Base Palissy des französischen Kultusministeriums